# Tyndarichus americanus
Tyndarichus americanus är en stekelart som beskrevs av Gordh och Trjapitzin 1981. Tyndarichus americanus ingår i släktet Tyndarichus och familjen sköldlussteklar. Inga underarter finns listade i Catalogue of Life.